# Brunhuvad spolbagge
Brunhuvad spolbagge (Scraptia fuscula) är en skalbaggsart som beskrevs av Müller 1821. Brunhuvad spolbagge ingår i släktet Scraptia, och familjen ristbaggar. Enligt den finländska rödlistan är arten nära hotad i Finland. Arten är reproducerande i Sverige. Artens livsmiljö är naturlundskogar.